# Negrești (okręg Ardżesz)
Negrești – wieś w Rumunii, w okręgu Ardżesz, w gminie Beleți-Negrești. W 2011 roku liczyła 416 mieszkańców.